# Штрасберг (Цоллернальб)
Штрасберг (нем. Straßberg) — община в Германии, в земле Баден-Вюртемберг.
Подчиняется административному округу Тюбинген. Входит в состав района Цоллернальб. Население составляет 2598 человек (на 31 декабря 2010 года). Занимает площадь 24,91 км².

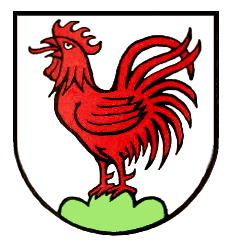
Штрасберг (Цоллернальб)
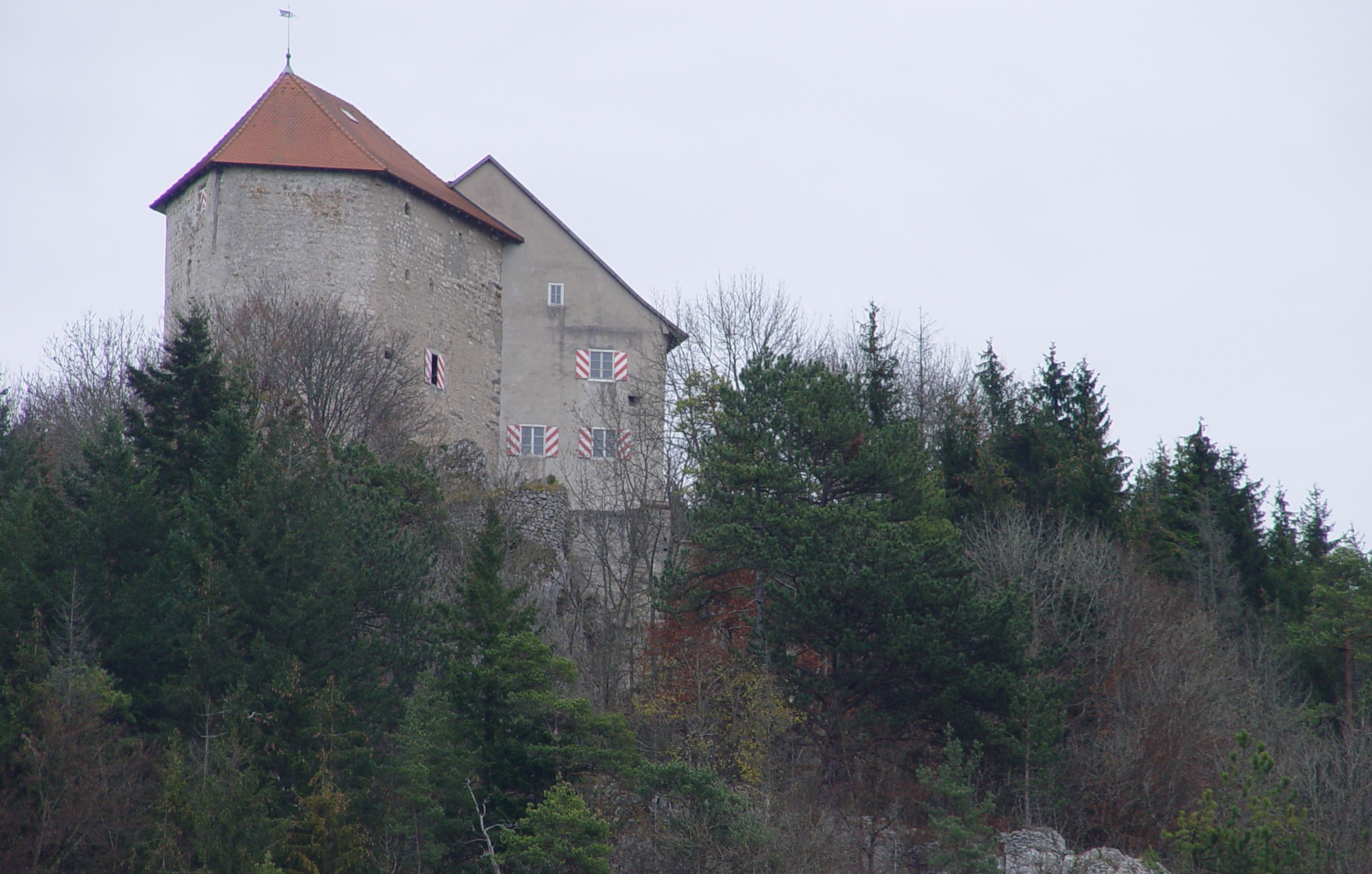
Штрасберг (Цоллернальб)